# Auguste Febvrier Despointes
Auguste Febvrier-Despointes, ou Febvrier des Pointes (né au Vauclin, Martinique, en 1796 et mort à bord du Forte, au large du Pérou le 5 mars 1855) est un  contre-amiral français.

## Biographie
Il entre à l'école de la Marine à Brest en septembre 1811.
Il épouse en 1844 Anne Élisabeth Papin-Thévigné.
Il est commandeur le 10 décembre 1850, contre-amiral le 2 avril 1851, major général de la Marine à Brest et commandant de la division navale d’Océanie et des côtes occidentales d’Amérique en 1852.
Il prend officiellement possession de la Nouvelle-Calédonie au nom de la France, le 24 septembre 1853.
Il prend part à la guerre de Crimée et au siège de Petropavlovsk en 1854. Malade, il meurt quelque temps plus tard, le 5 mars 1855, à bord de son navire, au large du Pérou. Son corps est ramené en France en 1856. Il est enterré à Lorient au cimetière de Carnel.